# Władcy Delfinatu

## Delfinowie Viennois

### Ród de Albon
| # | Imię                         |  | Urodzony | Zmarł | Czas rządów | Rodzice                                 |
| - | ---------------------------- |  | -------- | ----- | ----------- | --------------------------------------- |
| 1 | Guigues I Stary hrabia Albon |  | ok. 1000 | 1070  | 1029–1070   | Guigues d’Albon Gotelana de Clérieux    |
| 2 | Guigues II Gruby             |  | ok. 1020 | 1079  | 1070–1079   | Guigues I Stary Adelajda                |
| 3 | Guigues III Hrabia           |  | ok. 1050 | 1133  | 1079–1133   | Guigues II Gruby Adelajda de Royans     |
| 4 | Guigues IV Delfin            |  | ok. 1095 | 1142  | 1133–1142   | Guigues III Hrabia Matylda              |
| 5 | Guigues V                    |  | ok. 1120 | 1162  | 1142–1162   | Guigues IV Delfin Małgorzata Burgundzka |
| 6 | Beatrycze                    |  | 1161     | 1228  | 1162–1192   | Guigues V Beatrycze de Montferrat       |

### Dynastia burgundzka
| #  | Imię                  |  | Urodzony | Zmarł | Czas rządów | Rodzice                                       |
| -- | --------------------- |  | -------- | ----- | ----------- | --------------------------------------------- |
| 7  | Guigues VI z Viennois |  | 1184     | 1237  | 1192–1237   | Hugo III de Bourgogne Beatrycze de Albon      |
| 8  | Guigues VII           |  | ok. 1225 | 1269  | 1237–1269   | Guigues VI z Viennois Beatrycze de Montferrat |
| 9  | Jan I                 |  | 1263     | 1282  | 1269–1282   | Guigues VII Beatrycze Sabaudzka               |
| 10 | Anna                  |  | 1255     | 1298  | 1282–1298   | Guigues VII Beatrycze Sabaudzka               |

### Ród la Tour du Pin
| #  | Imię                 |  | Urodzony | Zmarł | Czas rządów | Rodzice                                   |
| -- | -------------------- |  | -------- | ----- | ----------- | ----------------------------------------- |
| 11 | Humbert I z Viennois |  | ok. 1240 | 1307  | 1298–1307   | Albert IV d’Viennois Beatrycze de Coligny |
| 12 | Jan II z Viennois    |  | 1280     | 1318  | 1307–1318   | Humbert I d’Viennois Anna z Viennois      |
| 13 | Guigues VIII         |  | 1309     | 1333  | 1318–1333   | Jan II Beatrycze Węgierska                |
| 14 | Humbert II           |  | 1312     | 1355  | 1333–1349   | Jan II Beatrycze Węgierska                |

## Delfini Francji

### Dynastia Walezjuszów
| #  | Imię                             |  | Urodzony                               | Zmarł                              | Czas rządów | Rodzice                                        |
| -- | -------------------------------- |  | -------------------------------------- | ---------------------------------- | ----------- | ---------------------------------------------- |
| 1  | Karol de Valois książę Normandii |  | 21 stycznia 1338 Vincennes             | 16 września 1380 Beaute-sur-Marne  | 1349–1364   | Jan II Dobry (król Francji) Bonna Luksemburska |
| 2  | Karol de Valois                  |  | 3 grudnia 1368 Paryż                   | 21 października 1422 Paryż         | 1368–1380   | Karol V Mądry Joanna de Burbon                 |
| 3  | Karol de Valois                  |  | 25 września 1386                       | 28 grudnia 1386                    | 1386        | Karol VI Szalony Izabela Bawarska              |
| 4  | Karol de Valois                  |  | 6 lutego 1392                          | 13 stycznia 1401                   | 1392–1401   | Karol VI Szalony Izabela Bawarska              |
| 5  | Ludwik de Valois książę Gujenny  |  | 22 stycznia 1397                       | 18 grudnia 1415                    | 1401–1415   | Karol VI Szalony Izabela Bawarska              |
| 6  | Jan de Valois książę Turenii     |  | 31 sierpnia 1398 Paryż                 | 5 kwietnia 1417 Compiègne          | 1415–1417   | Karol VI Szalony Izabela Bawarska              |
| 7  | Karol de Valois hrabia Ponthieu  |  | 22 lutego 1403 Paryż                   | 22 lipca 1461 Mehun-sur-Yevre      | 1417–1422   | Karol VI Szalony Izabela Bawarska              |
| 8  | Ludwik de Valois                 |  | 3 lipca 1423 Bourges                   | 30 sierpnia 1483 Plessis-lez-Tours | 1423–1461   | Karol VII Walezjusz Maria Andegaweńska         |
| 9  | Franciszek de Valois             |  | 1466                                   | 1466                               | 1466        | Ludwik XI Walezjusz Karolina Sabaudzka         |
| 10 | Karol de Valois                  |  | 30 czerwca 1470 Chateau d’Amboise      | 7 kwietnia 1498 Chateau d’Amboise  | 1470–1483   | Ludwik XI Walezjusz Karolina Sabaudzka         |
| 11 | Karol Orlando de Valois          |  | 11 października 1492 Plessis lès Tours | 16 grudnia 1495 Amboise            | 1492–1495   | Karol VIII Walezjusz Anna Bretońska            |
| 12 | Karol de Valois                  |  | 8 września 1496                        | 2 października 1496                | 1496        | Karol VIII Walezjusz Anna Bretońska            |
| 13 | Franciszek de Valois             |  | lipiec 1497                            | 1498                               | 1497–1498   | Karol VIII Walezjusz Anna Bretońska            |

### Ród de Valois-Orléans
| #  | Imię          |  | Urodzony         | Zmarł            | Czas rządów | Rodzice                             |
| -- | ------------- |  | ---------------- | ---------------- | ----------- | ----------------------------------- |
| 14 | syn de Valois |  | 21 stycznia 1508 | 21 stycznia 1508 | 1508        | Ludwik XII Walezjusz Anna Bretońska |
| 15 | syn de Valois |  | 21 stycznia 1512 | 21 stycznia 1512 | 1512        | Ludwik XII Walezjusz Anna Bretońska |

### Ród de Valois-Angoulême
| #  | Imię                                 |  | Urodzony                            | Zmarł                 | Czas rządów | Rodzice                                  |
| -- | ------------------------------------ |  | ----------------------------------- | --------------------- | ----------- | ---------------------------------------- |
| 16 | Franciszek de Valois książę Bretanii |  | 28 lutego 1518 Amboise              | 10 sierpnia 1536 Lyon | 1518–1536   | Franciszek I Walezjusz Klaudia de Valois |
| 17 | Henryk de Valois książę Orleanu      |  | 31 marca 1519 Saint-Germain-en-Laye | 10 lipca 1559 Paryż   | 1536–1547   | Franciszek I Walezjusz Klaudia de Valois |
| 18 | Franciszek de Valois                 |  | 19 stycznia 1544 Fontainebleau      | 5 grudnia 1560 Orlean | 1547–1559   | Henryk II Walezjusz Katarzyna Medycejska |

### Dynastia Burbonów
| #  | Imię                                  |  | Urodzony                              | Zmarł                              | Czas rządów | Rodzice                                      |
| -- | ------------------------------------- |  | ------------------------------------- | ---------------------------------- | ----------- | -------------------------------------------- |
| 19 | Ludwik Burbon                         |  | 27 września 1601 Fontainebleau        | 14 maja 1643 Saint-Germain-en-Laye | 1601–1610   | Henryk IV Wielki Maria Medycejska            |
| 20 | Ludwik Burbon                         |  | 5 września 1638 Saint-Germain-en-Laye | 1 września 1715 Wersal             | 1638–1643   | Ludwik XIII Burbon Anna Austriaczka          |
| 21 | Ludwik Wielki Delfin                  |  | 1 listopada 1661 Fontainebleau        | 14 kwietnia 1711 Meudon            | 1661–1711   | Ludwik XIV Burbon Maria Teresa Hiszpańska    |
| 22 | Ludwik Mały Delfin książę Burgundii   |  | 16 sierpnia 1682 Wersal               | 18 lutego 1712 Marly-le-Roi        | 1711–1712   | Ludwik Wielki Delfin Maria Anna Bawarska     |
| 23 | Ludwik Burbon książę Bretanii         |  | 8 stycznia 1707                       | 8 marca 1712                       | 1712        | Ludwik Mały Delfin Maria Adelajda Sabaudzka  |
| 24 | Ludwik Burbon książę Andegawenii      |  | 15 lutego 1710 Wersal                 | 10 maja 1774 Wersal                | 1712–1715   | Ludwik Mały Delfin Maria Adelajda Sabaudzka  |
| 25 | Ludwik Ferdynand Burbon               |  | 4 września 1729 Wersal                | 20 grudnia 1765 Fontainebleau      | 1729–1765   | Ludwik XV Burbon Maria Leszczyńska           |
| 26 | Ludwik August Burbon książę de Berry  |  | 23 sierpnia 1754 Wersal               | 21 stycznia 1793 Paryż             | 1765–1774   | Ludwik Ferdynand Burbon Maria Józefa Wettyn  |
| 27 | Ludwik Józef Burbon                   |  | 22 października 1781 Wersal           | 4 czerwca 1789 Meudon              | 1781–1789   | Ludwik XVI Burbon Maria Antonina Austriaczka |
| 28 | Ludwik Karol Burbon książę Normandii  |  | 27 marca 1785 Wersal                  | 8 czerwca 1795 Temple              | 1789–1792   | Ludwik XVI Burbon Maria Antonina Austriaczka |
| 29 | Ludwik Antoni Burbon książę Angoulême |  | 6 sierpnia 1775 Wersal                | 3 czerwca 1844 Gorizia             | 1824–1830   | Karol X Burbon Maria Teresa Sabaudzka        |